# 聂拉木通拉山口
聂拉木通拉山口 (Nyalam Tong La)，也称亚汝雄拉或聂聂雄拉山口（Yakrushong La），是中国西藏的一个山口，海拔5,126（16,818英尺），位于麻章藏布 (Matsung Tsangpo，波曲的上游) - 朗隆曲 (Langlong Qu，朋曲的上游)的分水岭上，有连接尼泊尔加德满都和西藏拉萨的中尼公路穿过。友谊公路在经过拉龙拉山口(Lalung La)时，海拔5,050（16,570英尺）不是一个重要的分水岭。聂拉木通拉山口或简称为通拉山口，尽管原始的通拉山口位于更远的东边，传统的定日-聂拉木贸易路线，约 11（6.8英里）公里以北。朗隆曲由西向北流入门曲 (Men Qu)，门曲向东北流入朋曲。聂拉木通拉山口还分隔了喜马拉雅山的西部8,013（26,290英尺）的希夏邦马峰 (聂拉木县)和东部不太著名7,367（24,170英尺）的拉布吉康峰 (聂拉木县和定日县的界山)。 

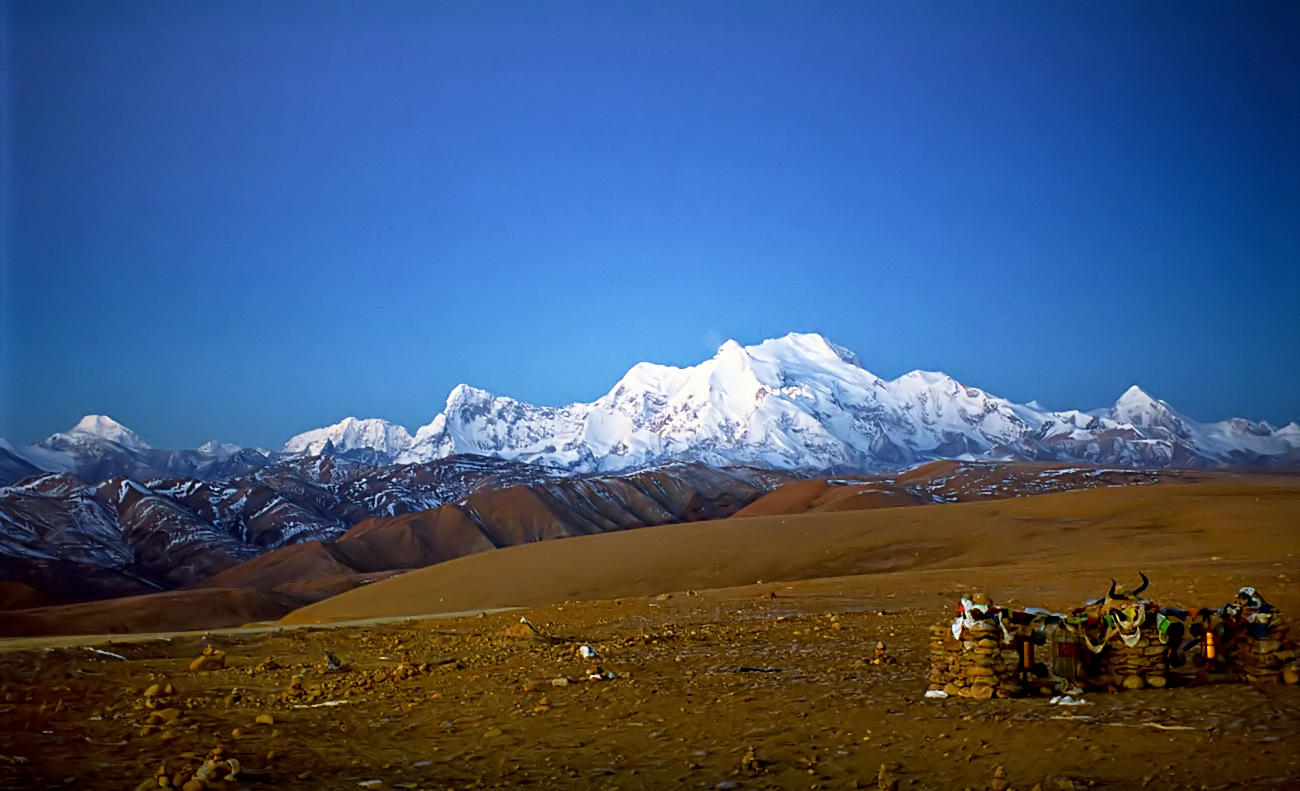
在聂拉木通拉山口远眺希夏邦马峰